# Ueno Hikoma

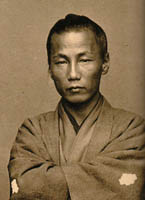
Ueno Hikoma (Datum der Aufnahme unbekannt)

Ueno Hikoma (japanisch 上野彦馬; * 15. Oktober 1838 in Nagasaki; † 22. Mai 1904) war einer der ersten japanischen Fotografen. Er ist bekannt für seine hervorragenden Porträts, bei denen er eine Reihe bedeutende Japaner und Ausländer festhielt, und für seine exzellenten Landschaftsaufnahmen, besonders der Stadt Nagasaki und ihrer Umgebung. In der Geschichte der japanischen Fotografie zählt er zu den wichtigsten Persönlichkeiten des 19. Jahrhunderts. Er war sowohl kommerziell als auch künstlerisch sehr erfolgreich und hat zahlreiche weitere japanische Fotografen maßgeblich beeinflusst.

## Herkunft
Eine Reihe von Ueno Hikomas Vorfahren hatte als Porträtmaler gearbeitet.
Uenos Vater war Ueno Toshinojō (auch bekannt als Ueno Shunnojō, 1790–1851), ein Kaufmann, der in den Diensten des Shimazu-Klans stand. Lange Zeit wurde ihm zugeschrieben, 1841 als erster Japaner eine Daguerreotypie gemacht zu haben, dies ist jedoch mittlerweile widerlegt. Ueno Toshinojō importierte allerdings für Nariakira, den Daimyō des Shimazu-Klans, tatsächlich eine Daguerreotypie-Kamera, vermutlich die erste ihrer Art in Japan.

## Leben
Ueno Hikoma studierte zuerst klassische chinesische Literatur und setzte seine Ausbildung ab 1852 an einer medizinischen Hochschule fort, wo er bei dem Belgier Johannes L. C. Pompe van Meerdervoort Chemie studierte. Pompe van Meerdervoort besaß eine Kamera und gab – obwohl er als Fotograf wenig Erfahrung hatte – Ueno Hikoma Unterricht in der Nutzung dieser Kamera. Ueno entschied sich jedoch erst durch den Kontakt zu dem Schweizer Fotografen Pierre Rossier, selbst eine Karriere in diesem Berufszweig zu verfolgen.
1862 eröffnete Ueno ein Fotostudio in Nagasaki, das bis gegen Ende des 19. Jahrhunderts bestand. Er begann außerdem Kameras zu importieren. Nach einer längeren Anlaufzeit wurde Ueno Hikoma rasch bekannt. Mehrfach wurde er in Reiseführern und literarischen Werken erwähnt, darunter in Edmond Cotteaus Un touriste dans l'Extrême-Orient aus dem Jahr 1884 und in Pierre Lotis 1887 erschienenem Roman Madame Chrysanthème. Zu den von ihm Porträtierten gehörte auch der damalige russische Kronprinz, der spätere Nikolaus II.
In seinem Studio bildete Ueno mehrere bedeutende japanische Fotografen des 19. Jahrhunderts aus, darunter Uchida Kuichi (1844–1875), Tomishige Rihei (1837–1922) und Ueno Yoshima. Eine lange und fruchtbare Zusammenarbeit verband ihn mit dem in Japan tätigen Fotografen Felice Beato. Kommerziell war er so erfolgreich, dass er 1890 eine Niederlassung in Wladiwostok und im Jahr 1891 Niederlassungen in Shanghai und Hongkong eröffnete.
Ueno zeigte seine Fotografien auf mindestens zwei Weltausstellungen, nämlich in Wien im Jahr 1873 und in Chicago 1893. Bei letzterer wurde er „für guten Geschmack und künstlerische Fertigkeit“ mit einer Medaille ausgezeichnet.

## Preis
Seit 2000 wird beim Fotowettbewerb der Kyushu-Sangyo-Universität der „Ueno-Hikoma-Preis“ verliehen, ein Förderpreis für junge Fotografen.